# 민다나오다람쥐
민다나오다람쥐(Sundasciurus mindanensis)는 다람쥐과에 속하는 설치류의 일종이다. 필리핀의 토착종이다.

## 특징
민다나오다람쥐의 몸길이는 약 19.3~20.3cm이고, 몸무게는 약 285g이다. 꼬리 길이는 17.1~19.1cm로 몸길이보다 약간 짧다. 등과 꼬리의 털 색깔은 짙은 회색을 균일하게 띤다.

## 분포
필리핀 민다나오섬에서 발견된다.